# NHK 노래자랑
NHK 노래자랑(일본어: NHKのど自慢 エヌエイチケイのどじまん[*])은 NHK 종합 텔레비전에서 방영되고 있는 노래자랑 프로그램으로 1946년 1월 19일에 라디오로 첫방송을 했고 1953년 3월 15일 텔레비전으로 방송 되었는데 1980년 11월 9일에 첫 방송한 대한민국의 KBS의 전국노래자랑 보다 일찍 방송을 시작했다.

## 역사
NHK 노래자랑은 1946년 1월 19일 당시 라디오 프로그램 "노래 자랑소인 음악회" 로써 도쿄도 지요다구 우치 사이 와이쵸의 NHK 도쿄 방송회관(현재의 히비야 시티의 장소)에서 오후 6시(18시)부터 1시간 30분 공개 방송된 것이 시작. 다음 1947년에 "노래 자랑소인 연예회" 이라고 개칭(이 제목으로 1970년 3월 22일까지 방송).1949년 10월 경부터, 미야타 테루 아나운서가 17년 여에 걸쳐서 매주 진행을 맡고 있었다. 텔레비전 방송은 1953년 3월 15일 오후 2시(14시)부터 2시간 방송한 것이 그 시작에서(라디오와 동시 공개 방송), 당초는 스튜디오가 있던 도쿄에서 공개만 방송됐다. 이 첫번째 방송을 라디오에서 모집한 결과 최종적으로 응모자 수는 900명을 넘었었다.
1965년도까지는 다른 프로그램과 병행해서 방영되고 있었다(참고). 단독 방송은 1966년도부터이다. 미야타 테루 아나운서가 새로 시작된 NHK의 대형 공개 프로그램 『 고향의 노래 축제 』에 옮겼다 1966년부터 1970년까지 프로그램의 인기는 하강했다. 기사 회생 정책이 이루어지기도 모조리 실패하고 1967년 4월부터 1969년 3월까지 동일본(東日本)·서일본(西日本) 지구에서 사회가 다르고, 1969년도의 1년은 지역 블록 단위로 분할되는 형태로, 각 지구의 거점국 아나운서가 사회를 맡는 형식이었다. 1970년 4월 현재의 "NHK노래 자랑"에 제목을 변경. 반주도 그것까지 피아노와 아코디언이 번갈아 치는 스타일에서 5명 체제의 밴드(피아노, 기타, 베이스, 드럼, 신시사이저)으로 변경.곧 가네코 타츠오가 사회에 취임하고 인기가 회복했다.
매주 지방에서의 중계를 위해 전국을 연결하는 컬러 방송용 마이크로 회선망이 완성될 때까지 흑백방송이 이어졌다. 본 프로그램은 NHK 종합 텔레비전에서 가운데는 컬러화가 늦어진 프로그램의 하나인, 컬러화된 것은 1971년 4월이다. 또한 그 후도 일부의 회는 흑백으로 방송됐다. NHK 공문서의 프로그램 표 검색에 따르면 본 프로그램이 마지막으로 흑백으로 방송된 것은 1971년 9월 5일이지만 당시 신문 축쇄판 텔레비전 편성표에서는 그 해 10월 3일 다음 1972년 3월 26일 방영 분이 흑백이다[주 5]. 또한년 1회 전국 콩쿠르는 1964년"입상자 대회"에서 컬러화 됐다.
1970년부터는 전국 각지를 순회하는[주 6] 공개 생방송(원칙)에서 실시하고 있다. NHK 디지털 위성 하이비전은 1994년 11월부터 BS 아날로그 하이 비젼 실용화 시험 방송부터 행해지고 있다. 2010년 4월 4일 방영분부터 아날로그 방송 및 NHK 월드 프리미엄에서 16:9레터 박스 방송을 개시했다.
2015년에 방송 70주년을 맞고 출전 자격을 고교생 이상부터 중학생 이상으로 했고, 캠페인 이미지 캐릭터에 당시 SMAP이 기용됐으며 카토리 신고가 스페셜 MC로 부정기 출연했다. 또 그 해 8월 30일 방송 회로(가나가와현 하다노시) 같은 해 12월 6일
방송 회로(지바현 카시와 시)에서는 SMAP 전원이 게스트 출연, 이 하다노 시·카시와시의 회는 12:15-13:30까지 확대판으로 방송됐다. 이듬해 1월 11일(소동의 발단이 된 SMAP해산 보도의 2일 전에 해당하는)챔피언 대회에도 출연했다.

## 방송 시간
- 매주 일요일 오후 12시 15분 ~ 1시(NHK 종합 텔레비전 본방)

## 해외 투어
NHK 노래자랑은 해외공연도 방송되었다.1998년 브라질을 시작으로 1999년에 페루, 2000년에 미국의 하와이주 호놀룰루, 2002년에 미국의 캘리포니아주 샌프란시스코 시와 중국의 베이징, 2003년에 캐나다의 벤쿠버와 싱가포르에서 열렸고 2004년에 영국의 런던 시에서 그리고 2005년에 멕시코의 멕시코 시티와 대한민국의 서울특별시에서 열렸는데 특히 NHK 노래자랑이 처음으로 세종문화회관에서 방송되었다. 최근에 2011년에 타이완에 타이베이시에서 열렸다.

## 같이 보기
- KBS의 전국노래자랑